# Scrob
Scrobul sau omleta (neologism împrumutat din francezul omelette) este o mâncare pe bază de ouă bătute și prăjite în grăsimi vegetale sau animale la care se poate adăuga, în funcție de zonă și preferință, brânză, smântână, șuncă, mezeluri și ierburi (mărar, pătrunjel, ceapă verde, spanac, sparanghel).

## Istorie
Chiar dacă datorită modului simplu de preparare se bănuiește că s-ar fi consumat din preistorie, primele dovezi scrise există din timpul Imperiului Ahemenid, ca predecesor al omletei cu ierburi Kookoo, fel de mâncare tipic iranian. În antichitate, în prima carte de bucate care se păstrează în actualitate De re coquinaria, gastronomul roman Marcus Gavius Apicius prezintă rețeta Ova spongia ex lacte (scob de ouă cu lapte).
De asemenea conchistatorii spanioli au relatat în Crónicas de Indias că amerindienii consumau și vindeau tortilla de huevos (scrob de ouă), demonstrând că acest fel de mâncare exista și în Americi înainte de venirea europenilor.

## Preparare
Se bat ouăle până la omogenizarea compoziției și se adaugă sarea și opțional brânză, smântână, șuncă, mezeluri și/sau ierburi. Ouăle bătute se pun în tigaia încinsă și unsă cu grăsime (ulei vegetal, untură sau unt), apoi omleta se învârte sau se întoarce pe o parte și pe alta ca în cazul clătitelor, până se solidifică și se rumenește puțin. De asemenea se poate găti în cuptor, într-o tavă, caz în care nu se mai  întoarce.